# Sharon Stone
Pour les articles homonymes, voir Sharon et Stone.
Sharon Stone [ˈʃæɹən stoʊn] est une actrice américaine et une productrice de cinéma, née le 10 mars 1958 à Meadville (Pennsylvanie).
Après des débuts dans le mannequinat, elle commence sa carrière de comédienne dans les années 1980. Le succès arrive seulement en 1990 avec sa participation à Total Recall de Paul Verhoeven, au côté d’Arnold Schwarzenegger, puis deux ans plus tard quand elle interprète Catherine Tramell dans le thriller sulfureux Basic Instinct (1992) du même réalisateur. Ces succès lancent ainsi sa carrière cinématographique. Son jeu dans Casino (1995) de Martin Scorsese lui vaut le Golden Globe de la meilleure actrice dans un film dramatique et une nomination aux Oscars. Ses autres succès incluent Mort ou vif (1995) ainsi que Broken Flowers (2005). Malgré quelques déconvenues, elle reste une icône de Hollywood et possède à ce titre son étoile sur le célèbre Hollywood Walk of Fame de Hollywood Boulevard.
En parallèle à sa carrière cinématographique, Sharon Stone met sa célébrité au service de plusieurs causes humanitaires. Elle est ainsi l'ambassadrice de l'AmfAR, association de lutte contre le sida. En 2013, elle reçoit des mains du 14e dalaï-lama le Peace Summit Award (en) pour son engagement, décerné par les lauréats du prix Nobel de la paix,.
Depuis 2015, elle est l'égérie de la marque de lunettes de l'homme d'affaires Alain Afflelou. 

## Biographie

### Enfance et adolescence
Sharon Yvonne Stone naît en 1958 à Meadville (Pennsylvanie), dans une famille d'origine irlandaise aux revenus modestes. Elle est la deuxième d'une fratrie de quatre enfants : l'aîné Mike, et Kelly puis Patrick. Sa mère, Dorothy Lawson, est mère au foyer et ex-comptable. Son père, Joseph Stone, est ouvrier métallurgiste dans une usine qui fabrique des outils et des matrices,.
Dès son enfance, Sharon Stone prend des risques, affichant ouvertement sa différence, ou ce qu'elle nommerait plutôt des évidences[pas clair]. Elle n'aime pas les jeux d'enfants, et préfère s'isoler pour lire, sa distraction favorite depuis l'âge de 3 ans. Dans la cour de récréation, elle annonce qu'elle sera la nouvelle Marilyn Monroe ou bien une grande avocate.[réf. souhaitée]
Sharon Stone déclare qu'elle et sa sœur ont subi dans leur enfance les abus sexuels de leur grand-père maternel.
On dit que Sharon Stone est encouragée très tôt à développer tout son potentiel par des parents aux valeurs féministes : « Mon père m'a fait croire que ma condition de femme obérerait certains de mes choix ou mes possibilités de succès[réf. incomplète]. Être un féministe comme mon père dans une société d'ouvriers relève d'une grande stature ». Son père, ouvrier, pousse sa fille à viser sans complexe les postes les plus hauts sans craindre de concurrencer les hommes. Elle se révèle être une élève extrêmement intelligente, sautant des classes. Elle obtient une bourse qui lui permet de s'inscrire à l'université d'Edinboro. Brillante étudiante universitaire, elle revient à sa passion et obtient finalement un diplôme en Lettres et Beaux-Arts et abandonne définitivement le droit.
Âgée de 17 ans à peine, elle s'inscrit à des cours d'art dramatique dans le cadre de ses études. Une fois celles-ci achevées, Sharon Stone remporte divers concours de beauté dont celui de Miss Pennsylvanie et part s'établir à New York. Elle a 19 ans lorsqu'un agent la remarque et l'engage comme mannequin pour l'agence Eileen Ford,[réf. à confirmer]. Stone parcourt alors le monde : New York, Milan, Tokyo, Los Angeles, Paris, Rio de Janeiro, Moscou. Elle tourne des spots publicitaires, pose pour des magazines[réf. à confirmer] et travaille pour des marques prestigieuses (dont Diet Coke et Revlon). Très demandée, Stone s'installe en Europe où au gré des campagnes de publicité, son physique commence à être connu du public. Mais, elle finit par se lasser d'une carrière de mannequin vedette. À son retour à New York en 1980, elle décide de faire carrière au cinéma.

### Long parcours vers la reconnaissance (années 1980)
Les débuts d'actrice sont difficiles pour Sharon Stone. Elle doit continuer son métier de mannequin contre son gré. Un de ses amis lui apprend qu'un casting est en cours pour trouver des figurants pour le prochain film de Woody Allen, Stardust Memories (1980). Elle passe avec succès le casting et participe donc au tournage du film. Durant celui-ci, une actrice ne s'est pas présentée pour tourner sa scène et Allen s'entretient avec Stone pour qu'elle puisse la remplacer. Ainsi, Allen lui confie le bref rôle d'une femme vêtue à la « Marilyn Monroe », que le personnage d'Allen croise du regard derrière la vitre d'un train. Claude Lelouch la contacte à son tour pour qu'elle figure deux minutes dans Les Uns et les Autres. Ces premiers pas au cinéma lui permettent de tenir un rôle un peu plus important dans une petite série B d'horreur, La Ferme de la terreur de Wes Craven, avant d'enchaîner dans des téléfilms divers, partenaire de Rock Hudson dans dernier téléfilm dans lequel il apparaît (La Guerre des casinos (The Vegas Trip War), 1984). Elle se produit en même temps dans des séries comme Ricky ou la Belle Vie, Bay City Blues (en), Les Enquêtes de Remington Steele, Mike Hammer, Magnum et Hooker, entre 1982 et 1988,. Les années 1980 marquent une période dans laquelle l'artiste se cherche.
Elle enchaînera, sans grand succès, de petits rôles au cinéma pendant une dizaine d'années. L'apprentie étoile joue aux côtés d'une toute jeune Drew Barrymore dans Divorce à Hollywood en 1984 et l'aventurière maladroite et bavarde dans Allan Quatermain et les Mines du roi Salomon (1985) et Allan Quatermain et la Cité de l'or perdu (1986), films dans lesquels elle donne la réplique à Richard Chamberlain,. Elle auditionne pour Liaison fatale mais Michael Douglas ne lui trouvant pas assez de piquant pour jouer les femmes fatales, elle laisse la place à Glenn Close. Son manque de notoriété serait aussi responsable du fait que Liaison fatale mais également 9 Semaines ½ lui échappent. S'ensuivent des rôles plutôt oubliables comme celui d'une journaliste dans Police Academy 4 : Aux armes citoyens (1987) et une partenaire de charme pour Steven Seagal dans le film d'action Nico (1988),. Elle s'essaie péniblement à la science-fiction pour Au-delà des étoiles (Beyond the stars) en 1989, se fait évincer par Kim Basinger pour le Batman de Tim Burton, obtient un rôle à la Catherine Tramell dans L'indomptée (es)  (Sangre y arena, un film de Javier Elorrieta, d'après le roman éponyme de Vicente Blasco-Ibáñez) et ne comprend pas elle-même ce qui l'a poussée à tourner dans ce drame ibérique qui la contraint à boire dès dix heures du matin pour les besoins de son rôle. Après ces échecs successifs, elle se voit contrainte de revoir ses cachets à la baisse[réf. à confirmer] et, déprimée par les rôles interchangeables de blonde écervelée au service de séries B qu'on lui fait jouer, part se réfugier dans les bras paternels. Ce dernier lui conseille de s'accorder un temps de réflexion. « J'en avais assez. J'étais prête à décrocher. »
Après un an d'une retraite familiale, Sharon Stone envisage sa carrière différemment et part en quête de rôles plus importants. Lors d'une audition en 1990, Paul Verhoeven la choisit pour son premier véritable second rôle, Total Recall. Elle incarne le personnage d'une tueuse face à Arnold Schwarzenegger. Le film est un succès, et on la voit en couverture de Playboy. Elle veut alors s’orienter vers des œuvres plus abouties ou plus complexes. Elle n'y parvient pas immédiatement mais elle tient un rôle remarqué dans Year of the Gun de John Frankenheimer (1991). Suivent quelques revers comme Diary of a Hitman (1992), polar dans lequel elle a pour partenaire James Belushi et Forest Whitaker.

### Révélation et consécration (1990-1995)

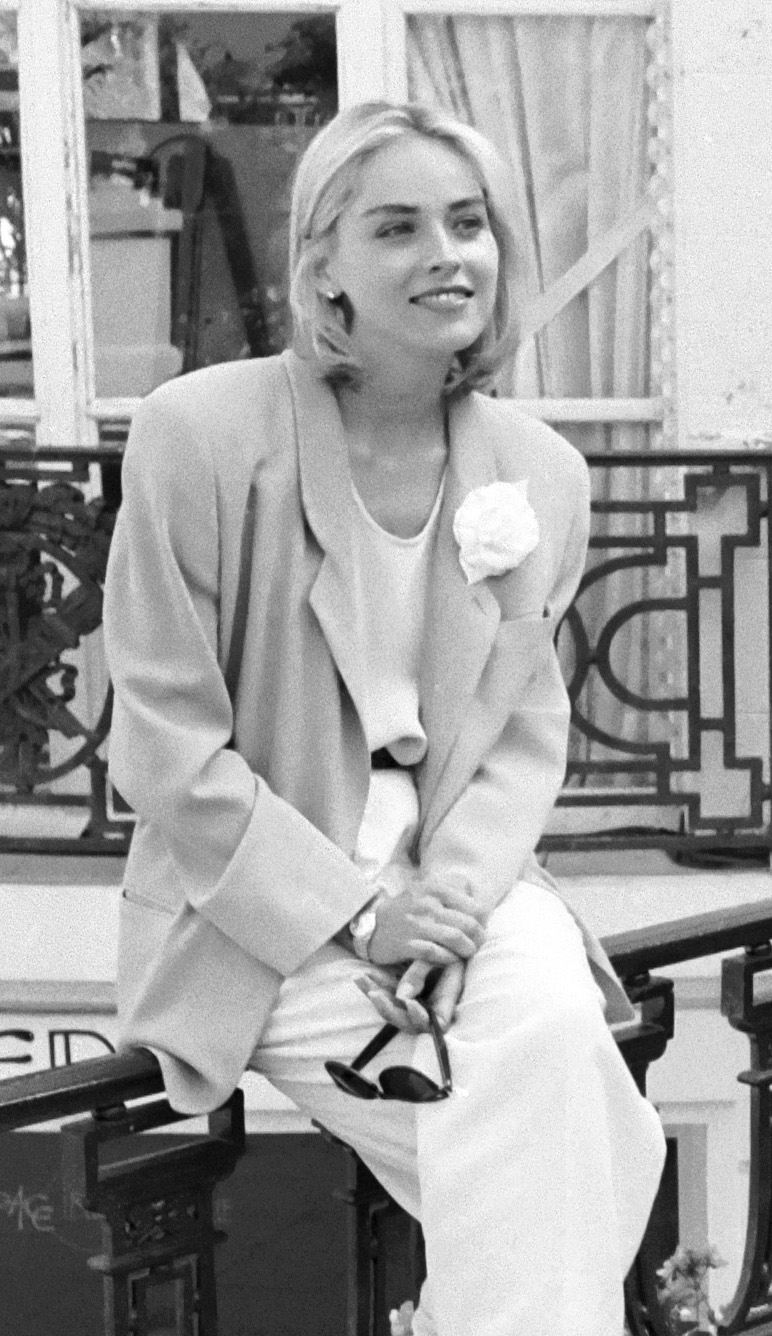
Sharon Stone au Festival du cinéma américain de Deauville 1991.

Sharon Stone est considérée comme une actrice mineure lorsqu'elle rencontre Paul Verhoeven durant les auditions de Total Recall (1990). Satisfait de sa prestation, le réalisateur la présente à Arnold Schwarzenegger, initiateur du projet, qui approuve son choix. Verhoeven estime « avoir eu du flair en castant » Stone. Il se souvient d'une scène en particulier, où le personnage qu'elle incarne est surpris par son mari en train de rouer de coups une autre femme. Son visage passe alors « de la haine la plus totale à l’angélisme le plus absolu ». C'est cette séquence qui conduit le cinéaste à l'imposer dans son projet suivant, Basic Instinct (1992), contre l'avis de Michael Douglas et du producteur Mario Kassar. Contrairement à plusieurs actrices célèbres, de Michelle Pfeiffer à Geena Davis, Sharon Stone n'a aucune réticence envers le caractère sulfureux du personnage de Catherine Tramell ou les nombreuses scènes dénudées. Sur le tournage, la relation entre Paul Verhoeven et l'actrice se révèle compliquée. Aux dires du réalisateur, Stone oublie régulièrement son texte, ou ne parvient pas à maintenir un jeu correct, lui imposant de multiplier les prises, là où Michael Douglas n'en avait généralement besoin que de quelques-unes. Pourtant, il garde malgré tout une réelle estime pour son travail et considère sa décision de l'engager comme « l'une des choses les plus audacieuses que j'aie faites ». L'actrice estime quant à elle que le rôle de Catherine Tramell est « le plus difficile que j'aie eu à jouer parce que le plus différent de ma personnalité. J'en ai fait des cauchemars, du somnambulisme - je me suis réveillée deux fois habillée, dans ma voiture, pendant le tournage - et j'ai été dévastée lorsque c'était fini. Il m'a fallu du temps pour me remettre de cette expérience ».

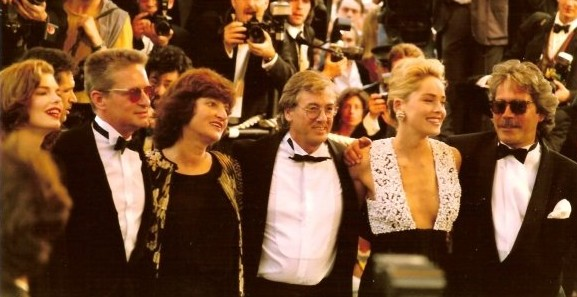
Une partie de l'équipe du film Basic Instinct lors du Festival de Cannes 1992. De gauche à droite : Jeanne Tripplehorn, Michael Douglas, Martine Tours, Paul Verhoeven, Sharon Stone et Mario Kassar.

Basic Instinct fait scandale à sa sortie et déclenche notamment la colère des ligues féministes et homosexuelles, pour son personnage ambivalent, ses scènes d'amour explicites et surtout la séquence où Sharon Stone décroise les jambes sans porter de sous-vêtement, un « marqueur de la pop culture du XXe siècle » selon Libération. L'actrice déclare s'être fait piéger par le réalisateur, qui lui aurait promis que rien n'apparaîtrait à l'écran ; celui-ci assure avoir reçu son accord, et même avec enthousiasme,. Le film permet à Sharon Stone d'accéder à la célébrité dès la première projection du film, présenté en ouverture du 45e Festival de Cannes : « Avant sa présentation, j'étais « Who's That Girl ? ». À la fin de la projection, j'étais devenue une star. Mais comme le lendemain j'ai découvert qu'on m'avait tout volé dans ma chambre — de mes sous-vêtements à ma brosse à dents, en passant par mes lentilles de contact —, j'ai vite compris qu'il y avait toujours un revers à la médaille, fût-elle la plus brillante. Le rôle de Catherine Tramell m'a surtout permis de prouver que j'étais une véritable actrice, que je pouvais passer à des rôles qu'on ne m'avait encore jamais proposés. Il m'a fait connaître, reconnaître, et surtout donné une grande confiance en moi ». Le film est un grand succès commercial, avec plus de 352 millions de dollars de recettes pour un budget de 49 millions, et permet à Sharon Stone d'être pour la première fois nommée aux Golden Globes, dans la catégorie « meilleure actrice dans un film dramatique ». Sa performance est jugée « inoubliable » par le The Washington Post et l'actrice se voit comparée aux « blondes hitchcockiennes », notamment à Kim Novak dans Sueurs froides.
L'année suivante, elle apparaît dans le thriller érotique Sliver de Phillip Noyce. Le succès de Basic Instinct lui permet de négocier un salaire de 2,5 millions de dollars et un intéressement de 10 % sur les recettes du film. Ce dernier rencontre un succès commercial lors de sa sortie, avec près de 117 millions de dollars de recettes, malgré un accueil critique majoritairement négatif et une nomination pour le Razzie Award de la pire actrice attribué à Sharon Stone. L'actrice reprend ensuite brièvement le rôle de Catherine Tramell, le temps d'une apparition dans le film d'action Last Action Hero avec Arnold Schwarzenegger. En 1994, elle donne la réplique à Richard Gere dans Intersection, remake du film français Les Choses de la vie de Claude Sautet, qui rencontre un échec aussi bien commercial que critique. Sharon Stone partage ensuite l'affiche de L'Expert avec Sylvester Stallone, film mêlant espionnage, thriller et action. Malgré les critiques négatives, le film est un succès commercial, avec un peu plus de 170 millions de dollars de recettes. L'année suivante, Sharon Stone se voit proposer le rôle principal du western Mort ou vif. Sa notoriété lui permet d'imposer Sam Raimi à la réalisation ainsi que Russell Crowe et Leonardo DiCaprio comme partenaires. Le film est présenté hors-compétition lors du 48e Festival de Cannes et rencontre un succès commercial modéré, avec plus de 46 millions de dollars de recettes.
La même année, Sharon Stone joue l'un des rôles les plus marquants de sa carrière, celui de Ginger McKenna, une prostituée de luxe sombrant dans l’alcool et la déchéance, dans Casino de Martin Scorsese. Lorsqu'elle se présente à l'audition, le réalisateur, qui pense également à Kim Basinger, Nicole Kidman, Madonna ou Melanie Griffith, est immédiatement conquis par Sharon Stone chez qui il sent « une ténacité, un désir, un besoin profond de faire ce film » « Sa contribution a été capitale. Par ailleurs, Sharon voulait vraiment se dépasser. Accomplir quelque chose qu'elle n'avait jamais accompli auparavant. J'ai senti qu'elle comprendrait le rôle et qu'elle serait capable de l'assumer ». L'actrice s'immerge intensément dans son rôle au point de ressortir du tournage physiquement épuisée. Le film est un grand succès critique et commercial. La presse est unanime quant à la performance de Sharon Stone, considérée par beaucoup comme la meilleure de sa carrière. Variety parle de l'actrice comme d'une « révélation » tandis que The New York Times la juge « spectaculaire et emblématique ». Casino lui permet de remporter le Golden Globe de la meilleure actrice dans un film dramatique et d'être proposée pour l'Oscar de la meilleure actrice. Toujours en 1995, Sharon Stone reçoit son étoile sur le légendaire Hollywood Walk of Fame.

### Succès et déconvenues (1996-2016)
L'actrice joue ensuite dans le thriller psychologique Diabolique, remake du film Les Diaboliques d'Henri-Georges Clouzot. Sorti en 1996, le film ne rencontre pas les faveurs de la presse et des spectateurs. La même année, elle apparaît dans le drame Dernière Danse dans lequel elle joue une femme condamnée à mort pour avoir commis un meurtre de sang froid. Deux ans plus tard, Sharon Stone donne la réplique à Dustin Hoffman et Samuel L. Jackson dans le film de science-fiction Sphère. Encore une fois le succès n'est pas au rendez-vous. La même année, elle prête sa voix à la Princesse Bala, le premier rôle féminin du film d'animation Fourmiz, qui marque ses retrouvailles avec le cinéaste Woody Allen qui tient le rôle principal,. Malgré son casting cinq étoiles et des critiques solides, le film perd son duel face à 1 001 Pattes des studios Pixar, ce dernier glanant 363 000 000 $, contre  171 000 000 $ pour le film du studio DreamWorks,,. Toujours la même année, elle est à l'affiche du drame intimiste Les Puissants, pour lequel elle est nommée aux Golden Globes, dans la catégorie « meilleure actrice dans un second rôle ». L'année suivante, Sharon Stone reprend le rôle de Gena Rowlands dans une nouvelle version du drame de John Cassavetes Gloria. Réalisé par Sidney Lumet, le film reçoit un accueil critique négatif et est un échec au box-office. Sa performance dans la comédie d'Albert Brooks La Muse lui apporte cependant une quatrième proposition pour un Golden Globe, cette fois dans la catégorie « meilleure actrice dans un film musical ou une comédie ». Cette nomination est malgré tout entachée d'une controverse, Helmut Voss, le président de l'Hollywood Foreign Press Association; déclare avoir demandé aux 82 votants de retourner les montres Coach reçues avant l'annonce des nominations, ces cadeaux ayant été envoyés soit par l'actrice elle-même qui a démenti les propos, soit par USA Films / October Films,. Finalement, l'actrice perd face à Janet McTeer, pour sa prestation dans Tumbleweeds.

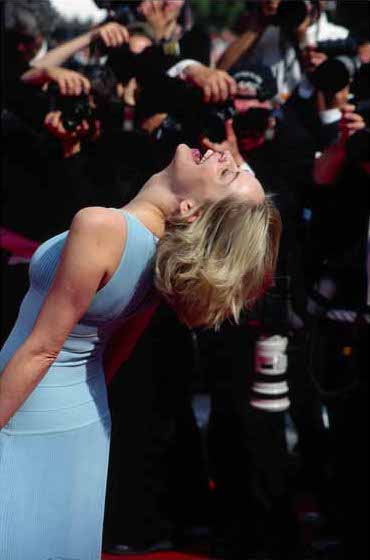
Sharon Stone au Festival de Cannes 2003.

En 2001, l'actrice est victime d'un accident vasculaire cérébral qui la tient éloignée des plateaux. L'année suivante, elle est membre du jury des longs métrages du Festival de Cannes, présidé par le réalisateur américain David Lynch. Après trois ans d'absence cinématographique, Sharon Stone apparaît, le temps de trois épisodes, dans la série The Practice : Bobby Donnell et Associés (2003). Le rôle qu'elle incarne, celui d'une avocate excentrique, lui permet d'obtenir le Primetime Emmy Award de la meilleure actrice invitée dans une série télévisée dramatique. Sur les conseils de son agent, l'actrice accepte ensuite deux films à vocation populaire, le premier étant le thriller La Gorge du diable (2003) dans lequel elle joue l'épouse de Dennis Quaid et la mère de Kristen Stewart. Le deuxième est Catwoman (2004) avec Halle Berry, considéré comme l'un des pires films jamais réalisés. Sa performance dans Broken Flowers de Jim Jarmusch en 2005 est saluée par la critique. Le New York Magazine écrit : « Sharon Stone, dans le rôle d'une veuve mi-hippie, mi-ouvrière, démontre qu'elle n'est pas seulement sexy, mais aussi drôle et rusée ».

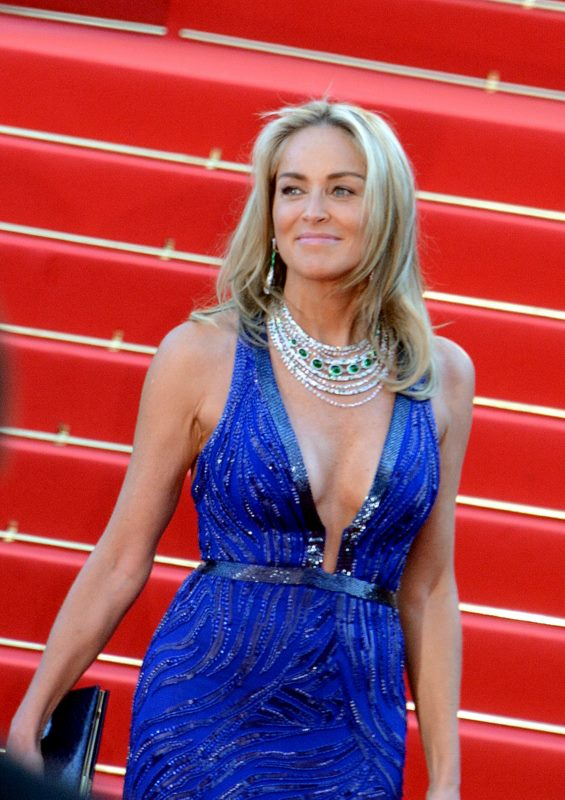
Sharon Stone au Festival de Cannes 2013.

L'actrice reprend son rôle de Catherine Tramell dans Basic Instinct 2 en 2006. Le film reçoit un accueil désastreux de la part de la critique. Le site Rotten Tomatoes résume ainsi l'avis de la presse : « Incapable de rivaliser avec le suspense et l'ardeur de son prédécesseur, Basic Instinct 2, avec son intrigue grotesque et prévisible, est d'une médiocrité qui confine au génie ». Alors que le film devait marquer son grand retour au cinéma, Sharon Stone apparaît ensuite dans plusieurs films indépendants dont les sorties aux États-Unis sont limitées, principalement destinées au direct-to-video, et quasi inexistantes en France.
En 2010, Sharon Stone joue le rôle d'un substitut du procureur dans la série New York, unité spéciale, le temps des quatre derniers épisodes de la onzième saison. L'expérience se révèle « humiliante » pour l'actrice, amère sur le déclin de sa carrière : « Moi qui avais travaillé avec les meilleurs, je me suis dit: là, je fais vraiment partie des derniers de cordée ». Elle tient ensuite le rôle principal féminin de Largo Winch 2 aux côtés de Tomer Sisley. Le tournage se révèle plus heureux que le précédent, notamment grâce à sa collaboration avec le réalisateur Jérôme Salle : « Il a été si prévenant avec moi, si patient, si drôle aussi ; il m'a aidé à devenir une nouvelle actrice. Cela a été merveilleux de travailler avec lui ». Dans le biopic Lovelace (2013), sur l'actrice pornographique Linda Lovelace, Sharon Stone incarne la mère de cette dernière, son père étant campé par Robert Patrick, tandis qu'Amanda Seyfried tient le rôle principal. La même année, elle donne la réplique à Woody Allen et John Turturro dans Apprenti Gigolo de ce dernier, où elle incarne une dermatologue cherchant à vivre un ménage à trois. En 2014, Sharon Stone est pour la première fois de sa carrière l'héroïne d'une série télévisée. Dans Agent X (en), l'actrice joue le rôle de la vice-présidente des États-Unis, qui grâce à un paragraphe secret de la Constitution, dirige un agent, joué ici par Jeff Hephner, pour résoudre divers problèmes lors d'une période de crise. La série de TNT est cependant annulée dès la première saison, en raison de son insuccès auprès des téléspectateurs.

### Retour (depuis 2017)

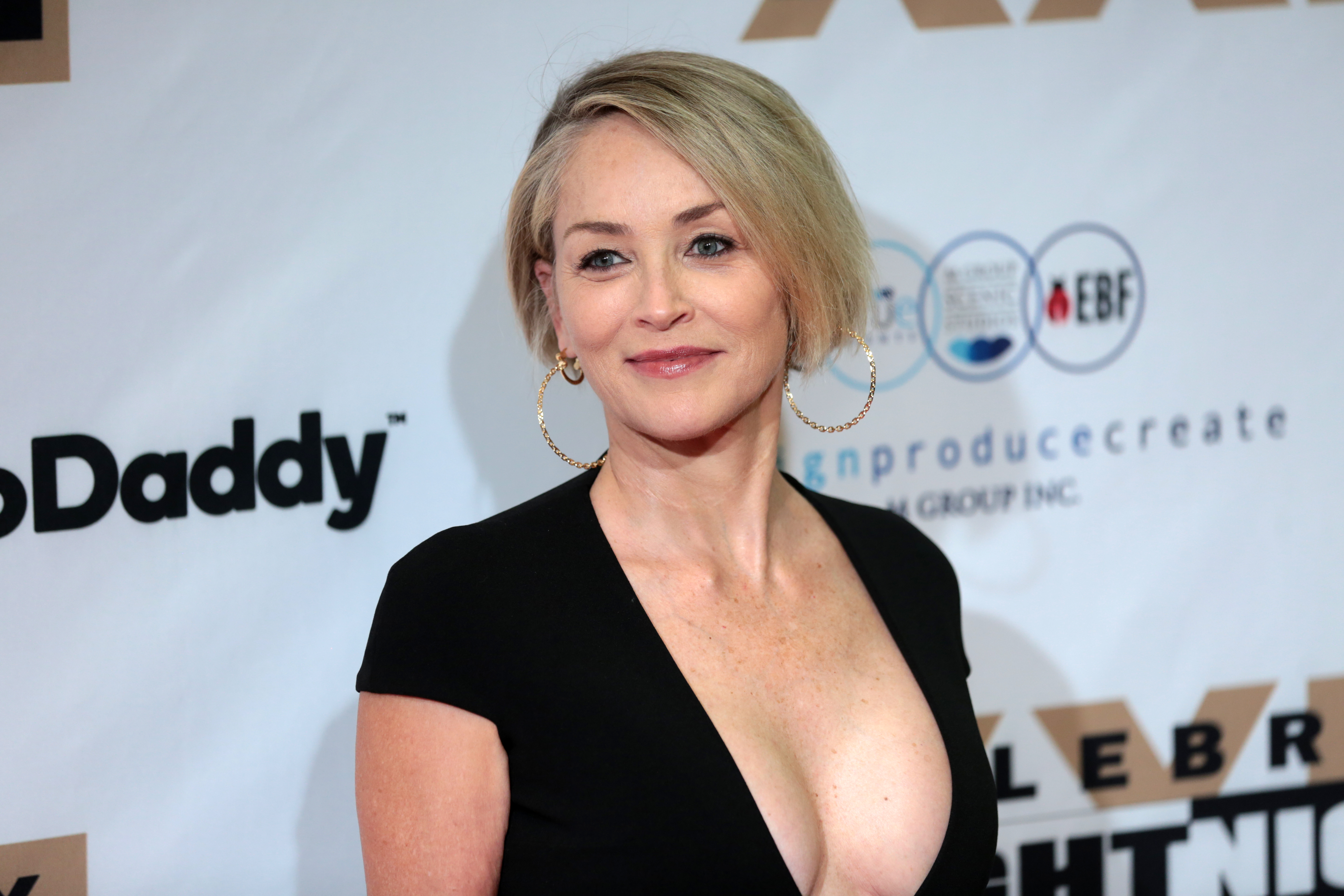
Sharon Stone en 2017.

Alors que ses apparitions au cinéma se raréfient, l'actrice déclare dans un entretien avec Madame Figaro : « Je ne trouvais pas de rôle qui me plaisait suffisamment. J’ai tourné avec les plus grands cinéastes, Woody Allen, Paul Verhoeven, Martin Scorsese, Jim Jarmusch, alors je peux me permettre d’être exigeante, non ? Je ne me sens plus du tout l’obligation de jouer le jeu du star-système et d’accepter n’importe quel rôle. L’époque est révolue où je tournais un film par an, dont plusieurs furent d’ailleurs des flops ». En 2017, elle est l'une des nombreuses artistes à faire une apparition dans The Disaster Artist de James Franco. L'année suivante, Sharon Stone tourne sous la direction de Steven Soderbergh dans la mini-série Mosaic. Elle y joue le rôle d'un auteur à succès de livres pour enfants, tuée lors du Réveillon de la Saint-Sylvestre. Avant sa diffusion sur la chaîne HBO, Mosaic est proposée au format interactif via une application mobile, où chaque utilisateur peut interagir avec les personnages et influencer l'histoire. La mini-série reçoit des critiques élogieuses et permet à Sharon Stone de voir sa prestation acclamée à l'unanimité. Elle est jugée « magistrale » par The Daily Beast et « phénoménale » par Collider, qui ajoute que « sa carrière devrait, espérons le, connaître un important renouveau ». Pour Libération, l'actrice « irradie : elle n’a jamais été actrice à ce point » et Rolling Stone estime qu'il s'agit de son « meilleur rôle depuis des années ». Elle fait la couverture du numéro de mai-juin 2018 de La Septième Obsession. Dans ce même magazine, elle y révèle ses dix films préférés (et une série) de la décennie 2010 : Baby Driver, Killing Eve, Birdman, Millenium : Les hommes qui n'aimaient pas les femmes, Locke, The Revenant, La Grande Belleza, Moonlight, La Favorite, Lady Bird.
En 2019, elle apparait en tant qu'invitée dans un épisode de la troisième saison de la série Better Things, créée par Pamela Adlon et Louis C.K..
En 2020, elle joue son propre rôle dans un épisode de la série The New Pope. La même année, l'actrice obtient un rôle principal dans la série de Ryan Murphy nommée Ratched, préquel diffusé sur Netflix du roman Vol au-dessus d'un nid de coucou qui a notamment connu une adaptation au cinéma par Miloš Forman en 1975.
En mars 2021, elle publie ses mémoires dont le titre est The Beauty of Living Twice (en).
En 2022, elle joue son propre rôle dans un épisode de la série policière comique Murderville, dont le principe repose sur le fait que chaque invité d'un épisode doit résoudre un meurtre sans avoir le scénario à l'avance. La même année, elle apparait dans la deuxième saison de la série The Flight Attendant, jouant le rôle de la mère de Kaley Cuoco.

## Vie privée

### Religion
Sharon Stone est membre de la scientologie avant de se convertir au bouddhisme tibétain en 2008 après que son ami, l'acteur Richard Gere, la présente au 14e dalaï-lama. Elle est ordonnée officiante de l'Église universelle de la vie en 2004,.

### Idylles et mariages
Sharon Stone épouse en premières noces Michael Greenburg, producteur de la série Stargate SG-1, qu'elle a rencontré sur le plateau du film The Vegas Strip War dont il assure la production et dont elle est la vedette aux côtés de Rock Hudson et James Earl Jones. Ils se marient le 18 août 1984 et se séparent au bout de trois ans, le 20 janvier 1987. Leur divorce est prononcé officiellement en 1990.
Sharon Stone se fiance au producteur Bill McDonald dont elle fait la connaissance sur les plateaux de tournage du film Sliver en 1993. McDonald quitte sa femme, Naomi Baca pour Sharon Stone. La presse qualifie Sharon Stone de briseuse de ménages jusqu'à ce que leur attention se porte sur Naomi Baca après que cette dernière est devenue la maîtresse de Joe Eszterhas, le scénariste de Basic Instinct, qui a quitté sa femme pour elle.
Sharon Stone épouse le journaliste Phil Bronstein (en) le 14 février 1998, jour de la Saint-Valentin. Leur contrat de mariage stipule qu'en cas de divorce son mari ne toucherait rien de la fortune de l'actrice. Ils divorcent en janvier 2004.

### Mère
À 42 ans, et après plusieurs fausses couches, Sharon Stone et son ex-époux Phil Bronstein adoptent un petit garçon né le 22 mai 2000 au Texas où le couple s'est précipité, avec son jet privé, afin de le ramener chez eux au plus vite. Ils le nomment Roan Joseph Bronstein. Par la suite, l'actrice adopte un deuxième garçon, Laird Vonne Stone, né le 7 mai 2005. Puis, le 28 juin 2006, elle adopte un troisième enfant : Quinn Kelly.

### Mythes et légendes
Pendant plusieurs années, il a été dit que Sharon Stone était membre de l'association Mensa, ce qu'elle dément formellement en avril 2002. Jim Blackmore, membre de la société regroupant des individus possédant un QI élevé, admet : « Il est fort heureux de voir Madame Stone admettre qu'elle ne fait pas et n'a jamais fait partie de notre association. Cependant elle déclare habituellement "J'ai suivi les cours d'une école Mensa ". Ce n'est pas vrai. ». Et de rajouter « Cela n'aurait pas été possible car les écoles Mensa n'existent plus depuis le début des années 1960. ».

### Santé
Sharon Stone est atteinte de diabète insulino-dépendant. En 2016, elle affirme avoir vécu une expérience de mort imminente quinze ans plus tôt lors d'un accident cérébral,.
En novembre 2022, elle annonce qu'elle est atteinte d'une tumeur qui nécessite une opération et plusieurs semaines de convalescence.

### Causes humanitaires

#### Tremblement de terre du Sichuan
Le 25 mai 2008, au moment du 61e Festival de Cannes, Sharon Stone préside le gala de l'Amfar (association de lutte contre le Sida) et, de religion bouddhiste tibétaine, elle y déclare au Cable Entertaiment News, chaîne d'information de Hong Kong Cable Television Limited, au sujet du tremblement de terre qui a eu lieu dans la province du Sichuan : « Vous savez, je me sens très concernée par le sujet car je ne suis pas contente de la façon dont la Chine traite les Tibétains. J'estime que personne n'a le droit de maltraiter son prochain. Aussi me suis-je sentie partie prenante sur ce qu'il fallait penser ou faire à ce sujet car je n'aime pas la façon dont ce peuple a été traité. Comment participer aux Jeux olympiques de 2008 alors que les Chinois se comportent mal avec le dalaï-lama qui est un de mes bons amis ? Et puis il y a eu ce tremblement de terre et tout ce qui est arrivé ensuite. J'ai alors pensé « est-ce cela le Karma ? » Est-ce que les malheurs vous frappent lorsque vous n'êtes pas gentil ? ». Les journalistes ont alors fait remarquer que le district administratif de Wenchuan, épicentre du séisme, est situé dans la préfecture autonome tibétaine et qiang d'Aba où les Tibétains représentent plus de la moitié de la population.
La déclaration n'a évidemment pas plu en Chine, où le tremblement de terre du 12 mai 2008 a causé la mort de plus de 68 000 personnes selon un dernier bilan. D'après The Hollywood Reporter, une des plus importantes chaînes de salles de cinéma chinoises déclare qu'elle ne projettera plus les films dans lesquelles l'actrice paraît. Le fondateur de la chaîne de cinémas UME Cineplex ainsi que le Président de la fédération des producteurs de films à Hong Kong, Ng See-Yuen, qualifient le commentaire de Stone d'« inapproprié » et que la Chaîne UME Cineplex écartera, à l'avenir, de leur programmation les films dans lesquels joue l'actrice.
Sharon Stone est bannie de la liste des invités au Festival International du Film de Shanghai de 2008 et les organisateurs envisagent son bannissement.
Les publicités pour la marque Christian Dior (dont Sharon Stone est l'une des égéries publicitaires) représentant des photos de l'actrice sont également interdites en Chine. La filiale chinoise de la marque Dior craint un boycott et s'excuse au nom de l'actrice. Au cours d'un entretien avec un journaliste du New York Times, cette dernière niera s'être excusée : « Je ne m'excuserai pas. Je ne vais sûrement pas m'excuser pour quelque chose de faux - certainement pas pour des crèmes de beauté. » Elle admet cependant « s'être comportée comme une idiote. » Le dalaï-lama a déclaré qu'il ne partageait pas son point de vue sur le séisme.

#### L'épisode des moustiquaires destinées à la Tanzanie
Le 28 janvier 2005, Sharon Stone réunit en cinq minutes des promesses de dons à hauteur d'un million de dollars (environ 779 620 €) pour acheter des moustiquaires au profit de la Tanzanie en tournant un spot publicitaire à la télévision sur la pauvreté des Africains lors d'un forum économique mondial qui s'est tenu à Davos en Suisse. Beaucoup d'observateurs, dont l'Unicef, ont critiqué son action en disant qu'elle avait agi instinctivement aux propos du Président de la Tanzanie, Benjamin Mkapa sans faire son enquête sur les causes, les conséquences et les méthodes de prévention du paludisme. Si elle l'avait fait, affirment les autorités de l'époque, elle aurait découvert que la plupart des gouvernements africains distribuaient déjà gratuitement des moustiquaires à partir des hôpitaux[réf. nécessaire].
Sur le million de dollars de promesses, seuls 250 000 ont été effectivement versés. Pour honorer l'engagement de Sharon Stone, l'UNICEF s'est vue contrainte de prêter son concours pour les 750 000 dollars restants. Ce faisant, elle privait l'UNICEF de crédits pour d'autres projets[réf. nécessaire]. D'après l'éminent économiste Xavier Sala-i-Martin les administratifs n'ont jamais été au courant de ce qu'il advint des moustiquaires. Certaines sont arrivées dans des aéroports locaux où elles ont été stockées avant de réapparaitre sur le marché noir sous forme de robes de mariée[réf. nécessaire].

#### Ambassadrice de la recherche sur le sida
Au mois d'avril 2004, Sharon Stone est honorée du Spirit Award, prix décerné par le Centre National pour les Droits des Saphistes basé à San Francisco, Californie, pour son soutien et son implication dans la cause des Saphistes, des homosexuels et, plus généralement, dans celle des personnes atteintes du sida. Le prix lui est remis par Gavin Newsom, Maire de la ville de San Francisco
Alors qu'elle séjourne à Cannes à l'occasion du 61e Festival de Cannes en 2008, elle préside le gala de l'Amfar (association de lutte contre le Sida). Elle y interprète Can't Get You Out of My Head avec Kylie Minogue au profit de la recherche sur le sida.

#### Engagement pour l'accès à l'eau
Sharon Stone s'est associée au joaillier Damiani pour concevoir une collection de bijoux dont un pourcentage provenant de leur vente sera reversé à une association humanitaire qui a pour but d'alimenter en eau potable des villages africains. La collection de bijoux devait être lancée à l'automne 2009.

### Armes à feu
Le 14 mai 1999, Sharon Stone s'est rendue au poste de police le plus proche de chez elle afin d'y déposer des armes, un fusil et trois pistolets, qu'elle conservait pour assurer sa propre protection. Interrogée sur la nature de son geste, l'actrice a déclaré : « Notre monde a changé et nos enfants sont en danger. J'ai choisi de renoncer à mon droit de porter des armes, en échange de la paix de l'esprit que procure le fait de faire ce qui est juste. » Sharon Stone a également invité les Américains à suivre son exemple, à renoncer à leur peur et à faire confiance aux agents de police. Son geste intervient approximativement un mois après la fusillade de Columbine qui rouvrit le débat sur le port d'armes aux États-Unis.

## Filmographie

### Comme actrice

#### Cinéma

##### Années 1980
- 1980 : Stardust Memories de Woody Allen : la jolie fille dans le train
- 1981 : Les Uns et les Autres de Claude Lelouch : la fille avec Glenn Senior (non créditée)
- 1981 : La Ferme de la terreur (Deadly Blessing) de Wes Craven : Lana Marcus
- 1984 : Divorce à Hollywood (Irreconcilable Differences) de Charles Shyer : Blake Chandler
- 1985 : Allan Quatermain et les Mines du roi Salomon (King Solomon's Mines) de J. Lee Thompson : Jesse Huston
- 1986 : Allan Quatermain et la Cité de l'or perdu (Allan Quatermain and the Lost City of Gold) de Gary Nelson : Jesse Huston
- 1987 : Police Academy 4 (Police Academy 4: Citizens on Patrol) de Jim Drake : Claire Mattson
- 1987 : Cold Steel : Sur le fil du rasoir (Cold Steel) de Dorothy Ann Puzo : Kathy Connors
- 1988 : Action Jackson de Craig R. Baxley : Patricia Dellaplane
- 1988 : Nico (Above the Law) d'Andrew Davis : Sara Toscani
- 1989 : Au-delà des étoiles (Beyond the Stars) de David Saperstein : Laurie McCall
- 1989 : L'Indomptée (es) (ou Arènes sanglantes) (Sangre y arena) de Javier Elorrieta : Doña Sol

##### Années 1990
- 1990 : Total Recall de Paul Verhoeven : Lori Quaid
- 1991 : Elle et lui (He Said, She Said) de Ken Kwapis : Linda Metzger
- 1991 : Fenêtre sur crime (Scissors) de Frank de Felitta : Angie Anderson
- 1991 : Hit Man, un tueur (Diary of a Hitman) de Roy London : Kiki
- 1991 : La Mort en héritage (Where Sleeping Dog Lies) de Charles Finch : Serena Black
- 1991 : Year of the Gun, l'année de plomb (Year of the Gun) de John Frankenheimer : Alison King
- 1992 : Basic Instinct de Paul Verhoeven : Catherine Tramell
- 1993 : Sliver de Phillip Noyce : Carly Norris
- 1993 : Last Action Hero de John McTiernan : Catherine Tramell (caméo)
- 1994 : Intersection de Mark Rydell : Sally Eastmann
- 1994 : L'Expert de Luis Llosa : May Munro
- 1995 : Mort ou vif (The Quick and the Dead) de Sam Raimi : Ellen « The Lady »
- 1995 : Casino de Martin Scorsese : Ginger McKenna
- 1996 : Dernière Danse (Last Dance) de Bruce Beresford : Cindy Laggett
- 1996 : Diabolique de Jeremiah S. Chechik : Nicole Horner
- 1998 : Sphère (Sphere) de Barry Levinson : Dr Elizabeth « Beth » Halperin
- 1998 : Les Puissants (The Mighty) de Peter Chelsom : Gwen Dillon
- 1998 : Fourmiz (Antz) de Eric Darnell et Tim Johnson : Princesse Bala (voix)
- 1999 : Gloria de Sidney Lumet : Gloria
- 1999 : La Muse (The Muse) d'Albert Brooks : Sarah Little
- 1999 : Simpatico de Matthew Warchus : Rosie Carter

##### Années 2000
- 2000 : Sex Revelations (If These Walls Could Talk 2) d'Anne Heche : Fran
- 2000 : Morceaux choisis (Picking Up the Pieces) de Alfonso Arau : Candy Cowley
- 2000 : Une blonde en cavale (Beautiful Joe) de Stephen Metcalfe (en) : Alice 'Hush' Mason
- 2003 : La Gorge du diable (Cold Creek Manor) de Mike Figgis : Leah Tilson
- 2004 : Secrets d'État (A Different Loyalty) de Marek Kanievska : Sally Cauffield
- 2004 : Catwoman de Pitof : Laurel Hedare
- 2005 : Broken Flowers de Jim Jarmusch : Laura Miller
- 2006 : Alpha Dog de Nick Cassavetes : Olivia Mazursky
- 2006 : Basic Instinct 2 de Michael Caton-Jones : Catherine Tramell
- 2006 : Bobby d'Emilio Estevez : Miriam Ebbers
- 2007 : If I Had Known I Was a Genius de Dominique Wirtschafter : Gloria
- 2007 : Le Cœur à vif (When a Man Falls in the Forest) de Ryan Eslinger : Karen
- 2008 : L'Année de notre vie (The Year of Getting to Know Us) de Patrick Sisam : Jane Rocket
- 2008 : Un amour de père (Five Dollars a Day) de Nigel Cole : Dolores
- 2009 : Streets of Blood de Charles Winkler : Nina Ferraro

##### Années 2010
- 2010 : Largo Winch 2 de Jérôme Salle : Diane Francken
- 2012 : Border Run (The Mule) de Gabriela Tagliavini : Sofie Talbert
- 2013 : Lovelace de Rob Epstein et Jeffrey Friedman : Dorothy Boreman
- 2013 : Apprenti Gigolo (Fading Gigolo) de John Turturro : Docteur Parker
- 2013 : Gods Behaving Badly de Marc Turtletaub : Aphrodite
- 2014 : Love in the Big City 3 (Lyubov v bolshom gorode 3) de David Dodson et Marius Balchunas : Angela Blake
- 2014 : Un ragazzo d'oro de Pupi Avati : Ludovica Stern
- 2015 : Life on the Line de David Hackl : La mère de Duncan
- 2015 : L'Incroyable Destin de Savva (Savva: Heart of the Warrior) de Maksim Fadeev : Puffy ((voix dans la version américaine)
- 2016 : Mothers and Daughters de Paul Duddridge et Nigel Levy : Nina
- 2016 : Running Wild d'Alex Ranarivelo : Meredith Parish
- 2017 : Happy Birthday de Susan Walter : Senna Berges
- 2017 : The Disaster Artist de James Franco : Iris Burton
- 2019 : The Laundromat de Steven Soderbergh : Hannah

##### Années 2020
- 2021 : Here Today de Billy Crystal : elle-même
- 2022 : Beauty d'Andrew Dosunmu : la colonisatrice
- 2024 : What About Love de Klaus Menzel : Linda Tarlton
- 2025 : Nobody 2 de Timo Tjahjanto : Lendina
- 2025 : In Memoriam de Rob Burnett

### Séries télévisées
- 1982 : Ricky ou la Belle Vie (Silver Spoons) : Debbie (saison 1, épisode 11)
- 1983 : Bay City Blues : Cathy St. Marie (saison 1, 8 épisodes)
- 1983 : Les Enquêtes de Remington Steele (Remington Steele) : Jillian Montague (saison 1, épisode 16)
- 1983 : Mike Hammer : Julie Eland (saison 1, épisode 5)
- 1984 : Magnum : Diane Dupres / Deirdre Dupres (saison 5, épisodes 1 et 2)
- 1985 : Hooker : Dani Starr (saison 4, épisode 17)
- 1988 : Les Orages de la guerre (War and Remembrance) de Dan Curtis : Janice Henry (mini série, 8 épisodes)
- 1995 : Roseanne : la Résidente du parc de remorquage (saison 7, épisode 22)
- 1999 : Happily Ever After: Fairy Tales for Every Child : Henny Penny (voix, saison 3, épisode 6)
- 2003 : The Practice : Bobby Donnell et Associés : Sheila Carlisle  (saison 8, épisodes 2, 3 et 4)
- 2006 : Huff : Dauri Rathburn (saison 2, épisodes 1, 3 et 4)
- 2010 : New York, unité spéciale (Law & Order : Special Victims Unit) : substitut du procureur Jo Marlowe (saison 11, épisodes 21 à 24)
- 2015 : Agent X : la vice-présidente Natalie Maccabee (10 épisodes)
- 2018 : Mosaic d'Ed Solomon, réalisé par Steven Soderbergh : Olivia Lake (mini-série, 6 épisodes)
- 2019 : Better Things de Pamela Adlon et Louis C.K. : Reiki Davis (saison 3, épisode 3)
- 2020 : Ratched de Ryan Murphy et Evan Romansky : Lenore Osgood (saison 1, 8 épisodes)
- 2020 : The New Pope de Paolo Sorrentino : elle-même (saison 1, épisode 5)
- 2022 : Murderville de Krister Johnson (en) : elle-même (saison 1, épisode 5)
- 2022 : The Flight Attendant de Steve Yockey : Lisa Bowden (saison 2, épisodes 6 à 8)

### Téléfilms
- 1982 :  Une affaire d'enfer (Not Just Another Affair) de Steven Hilliard Stern : Lynette
- 1984 :  Calendrier sanglant (Calendar Girl Murders) de William A. Graham : Cassie Bascomb
- 1984 :  La Guerre des casinos (The Vegas Strip War) de George Englund : Sarah Shipman
- 1984 :  Mr. and Mrs. Ryan de Peter H. Hunt : Ashley Hamilton Ryan
- 1988 :  Badlands 2005 de George Trumbull Miller : Alex Neil
- 1988 :  Les Passions oubliées (Tears in the Rain) de Don Sharp : Casey Cantrell

### Comme productrice

#### Cinéma

##### Années 1990
- 1995 : Mort ou vif (The Quick and the Dead) de Sam Raimi.

### Clips vidéo
- Sharon Stone participe en 1993 au clip Carly's song du groupe Enigma, figurant sur la bande originale du film Sliver.

## Cachets
| Année | Film             | Cachet en dollars américains | Cachet en euros Base 1 USD = 0,770658 EUR |
| ----- | ---------------- | ---------------------------- | ----------------------------------------- |
| 1992  | Basic Instinct   | 750 000 $                    | 578 421 €                                 |
| 1993  | Sliver           | 2 500 000 $                  | 1 927 953 €                               |
| 1996  | Diabolique       | 6 000 000 $                  | 4 625 084 €                               |
| 1996  | Dernière Danse   | 6 000 000 $                  | 4 625 084 €                               |
| 2006  | Basic Instinct 2 | 13 600 000 $                 | 10 480 944 €                              |

## Distinctions
C'est après le succès de Basic Instinct que Sharon Stone commence à recevoir des récompenses pour ses différents rôles.
À côté de succès indéniables comme Casino et Basic Instinct pour ne citer que ceux-là, Sharon Stone a été nommée neuf fois et trois fois lauréate des Golden Raspberry Awards dont deux fois en 1995 pour sa prestation dans L'Expert et Intersection. Elle réitère en 2004 avec Catwoman.
| Cérémonie        | Date | Résultat | Catégorie                                             | Film                                     |
| ---------------- | ---- | -------- | ----------------------------------------------------- | ---------------------------------------- |
| Oscars           | 1996 | Nommée   | Meilleure actrice                                     | Casino                                   |
| Golden Globes    | 1993 | Nommée   | Meilleure actrice dans un film dramatique             | Basic Instinct                           |
| Golden Globes    | 1996 | Lauréate | Meilleure actrice dans un film dramatique             | Casino                                   |
| Golden Globes    | 1998 | Nommée   | Meilleure actrice dans un film dramatique             | Les Puissants                            |
| Golden Globes    | 2000 | Nommée   | Meilleure actrice dans un film musical ou une comédie | La Muse                                  |
| Emmy Awards      | 2004 | Lauréate | Meilleure participation exceptionnelle                | The Practice : Bobby Donnell et Associés |
| MTV Movie Awards | 1993 | Lauréate | Meilleure actrice                                     | Basic Instinct                           |
| MTV Movie Awards | 1993 | Lauréate | Femme la plus désirable                               | Basic Instinct                           |
| MTV Movie Awards | 1993 | Nommée   | Meilleure équipe à l'écran avec Michael Douglas       | Basic Instinct                           |
| MTV Movie Awards | 1996 | Nommée   | Femme la plus désirable                               | Sliver                                   |
| MTV Movie Awards | 1996 | Nommée   | Femme la plus désirable                               | L'Expert                                 |

## Concert du prix Nobel de la paix
Sharon Stone ouvre le concert du prix Nobel de la paix en 2006[réf. nécessaire].

## Publications
- Sharon Stone, La Main de l'ange, 2005.

## Voix francophones
En version française et dans les années 1980, Céline Monsarrat la double dans La Ferme de la terreur, Magnum, Les Passions oubliées et Nico tandis qu'elle est doublée à deux reprises chacune par Anne Rondeleux dans Divorce à Hollywood et Au-delà des étoiles, ainsi que par Isabelle Ganz dans Allan Quatermain et les Mines du roi Salomon et sa suite. Durant cette période, elle est également doublée par Joëlle Fossier dans Calendrier sanglant, Michèle Bardollet dans La Guerre des casinos, Michèle Lituac dans Hooker, Marie-Martine Bisson dans Police Academy 4 : Aux armes citoyens, Virginie Ledieu dans Sur le fil du rasoir et Martine Irzenski dans Action Jackson.
De 1991 à 1995, Béatrice Agenin, la double dans Hitman, un tueur, Sliver et Casino. Françoise Cadol la double de 1994 à 1995 dans L'Expert, Intersection et Mort ou vif. Michèle Buzynski la double dans Total Recall, Séverine Morisot dans Fenêtre sur crime tandis qu'Irzenski la retrouve dans Elle et Lui He Said, She Said : L'Amour en stéréo, de même que Ledieu dans Year of the Gun, l'année de plomb.
La doublant en 1992 dans Basic Instinct, Micky Sébastian devient à partir de 1996 sa voix dans la quasi-intégralité de ses apparitions,. Elle la double à plus de vingt reprises, dont dans La Muse, Catwoman, Bobby, Largo Winch 2, New York, unité spéciale, Apprenti Gigolo, Mosaic, The Laundromat, The New Pope ou encore Ratched. En parallèle, Cadol la retrouve dans The Practice : Donnell et Associés et Will et Grace, tandis qu'elle est doublée à titre exceptionnel par Colette Sodoyez dans La Gorge du diable, Danièle Douet dans Broken Flowers, Sylvie Santelli dans Lovelace, Valérie Even dans Life on the Line et Fanny Gatibelza dans Happy Birthday.
En version québécoise, elle est doublée par Anne Dorval à de nombreuses reprises. Elle la double notamment dans Le Spécialiste, Instinct de Vengeance, Diabolique, Sphère, Miracle sous la Main, La Femme-Chat, ou encore Bobby. Claudie Verdant la double dans Académie de Police 4 : Aux armes citoyens.